# The Oath - Le Serment d'Hippocrate
Pour les articles homonymes, voir The Oath.
Pour plus de détails, voir Fiche technique et Distribution.
The Oath - Le Serment d'Hippocrate (Eiðurinn) est un thriller islandais écrit et réalisé par Baltasar Kormákur, sorti en 2016.

## Synopsis
Un père de famille est prêt à tout pour sauver sa fille du monde de la drogue et de la délinquance.

## Fiche technique
- Titre original : Eiðurinn
- Titre français : The Oath - Le Serment d'Hippocrate
- Réalisation et scénario : Baltasar Kormákur
- Photographie : Óttar Guðnason
- Montage : Sigvaldi J. Kárason
- Musique : Hildur Guðnadóttir
- Pays d'origine :  Islande
- Langue originale : anglais
- Format : couleur
- Genre : thriller
- Durée :  115 minutes
- Dates de sortie :
  - Islande : 9 septembre 2016
  - France : 18 septembre 2017 (VOD)

## Distribution
- Baltasar Kormákur : Finnur
- Hera Hilmar : Anna
- Gísli Örn Garðarsson : Óttar
- Ingvar Eggert Sigurðsson : Halldór
- Þorsteinn Gunnarsson : Gulli
- Þorsteinn Bachmann : Ragnar
- Sigrún Edda Björnsdóttir : Ragnheiður
- Kristján Franklin Magnúss : Bergþór
- Þröstur Leó Gunnarsson : Eldri Maður
- Tinna Hrafnsdóttir : Kennari
- Margrét Bjarnadóttir : Solveig
- Jón Páll Eyjólfsson : Þór
- Þórunn Magnea Magnúsdóttir : Kolbrún
- Ólafur S.K. Þorvaldz : Faðir
- María Heba Þorkelsdóttir : Móðir
- Edda Arnljótsdóttir : Margrét
- Kamilla Sif Carlsdóttir : Auður

## Récompense
- Noir in Festival 2016 : Prix du meilleur film[1].